# SNVI Atakor
 (juillet 2017).
Si vous disposez d'ouvrages ou d'articles de référence ou si vous connaissez des sites web de qualité traitant du thème abordé ici, merci de compléter l'article en donnant les références utiles à sa vérifiabilité et en les liant à la section « Notes et références ».
SNVI Atakor  aussi appelé rarement 34L4 est un autobus 34 places est construit par la firme algérienne SNVI depuis 2016.
Il s'agit d'une version quatre roues motrices équipées d'un moteur Cummins 4 ISB e140 de 139 chevaux accouplés à une boîte de vitesses ZF S5-42, la carrosserie emprunté au modèle SNVI 100 L6, qui a subi des modifications pour convenir au châssis court du modèle Atakor.
Dimensions (mm): 9700 x 2445 x 3200 
Nombre de places assises : 34 
PTAC : 12 000 kg
Moteur : CUMMINS
Puissance : 139 ch à 2500 tr/min 
Refroidissement : à eau
Boite de vitesses : ZF S5 - 42
Direction : ZF 